# Schule an der Nürnberger Straße
Das Gebäude der Schule an der Nürnberger  Straße steht in Bremen, Stadtteil Findorff, Ortsteil Regensburger Straße, auf dem Schulgrundstück Nürnberger Straße 34 / Freisinger Straße. Es wurde 1911/12 nach Plänen von Baurat Wilhelm Knop  erbaut. 
Das Gebäude steht seit 1984 unter Bremer Denkmalschutz.

## Geschichte
Das ursprünglich als Volksschule errichtete u-förmige Schulgebäude mit 18 Klassenräumen hat verklinkerte Fassaden unter einem Walmdach mit markantem Dachreiter. Das zur Reformarchitektur zählende Gebäude ist über dem Sockelgeschoss dreigeschossig, seine Hauptfassade wird durch zwei viergeschossige Risalite symmetrisch gegliedert. Später wurde es an der Freisinger Straße durch zwei Anbauten mit Satteldächern erweitert.
Aus der Volksschule wurde 1922 eine reine Knabenschule und 1933 eine Versuchsschule. Nach 1945 beherbergte das Gebäude eine Grund- und Hauptschule, heute (2018) gehört es zur  Oberschule Findorff, die auch das Schulgebäude an der Gothaer Straße und das Schulgebäude an der Regensburger Straße umfasst.